# Tony Gibson & Raymond Broady
Tony Gibson & Raymond Broady är två fiktiva poliser från New York som förekom i flera arkadspel i Chase HQ-serien från Taito under slutet av 80-talet och början av 90-talet. Tony är före detta Formel 1-förare, som har sadlat om till att bli polis, och har biljakter som sin specialitet. Han är för det mesta vardagligt klädd, och spelar en något större roll över sin kollega, Raymond, som är svart, och ofta klädd i kostym. Både Tony och Raymond är rökare.

## Chase HQ
Det första spelet som Tony & Raymond förekom i, var spelet Chase HQ, ett bilspel där det gällde att komma ikapp olika brottslingar och tvinga dem att stanna genom att ramma dem bakifrån ett visst antal gånger. Tony och Raymond arbetade för Chase Headquarters och fick uppdrag av en kvinnlig polis, vid namn Nancy, om vilka brottslingar som har efterlysta. Tony var förare i en svart Porsche, med Raymond som medpassagerare, och tillsammans grep de bankrånare, kidnappare, narkotikasmugglare och mördare.
Detta spel släpptes av Taito, tillsammans med SEGA 1988, och var först och främst ett arkadspel med pedaler och ratt, men blev även konverterat till flera hemmaformat, bland annat Commodore 64, Sega Master System, Game Boy, Super Nintendo och Sega Saturn. Tony och Raymond förekom emellertid inte i dessa versioner. Spelet är än idag något av en klassiker bland 80-talets arkadspel och har en välkänd tagline: Let's Go, Mr Driver!

## Crime City
I det andra spelet gällde det för Tony och Raymond att rensa upp i en stad, som var full av kriminalitet (därav namnet), våld och korruption. Detta var ett traditionellt plattformsspel i 2D, där man skulle skjuta, och slå alla bottslingar som dök upp på skärmen, med bossar av olika slag. I detta spel infångade Tony & Raymond brottslingar som hade rymt från ett fängelse, satte stopp för vapensmuggling och bankrån och lyckades även befria borgmästaren som hade blivit tillfångatagen av sin egen bror, som hade för avsikt att ta över staden. Tony var spelare 1, och Raymond spelare 2. Detta spel släpptes 1989, men blev aldrig konverterat till något hemmaformat.

## S.C.I - Special Criminal Investigation
Det tredje spelet hade nästan samma koncept som Chase HQ, men skillnaden i detta spel var att man även kunde skjuta mot den bil som man skulle stoppa med pistol eller bazooka. I detta spel körde Raymond (i en Ferrari), medan Tony hade hand om skjutandet. Nancy hade i detta spel blivit ersatt av en annan kvinnlig polis, som hette Karen, som gav instruktioner inför varje uppdrag. I detta spel hade dottern till New Yorks borgmästare blivit kidnappad, och genom att infånga olika brottslingar (bland annat en som även förekom i Crime City), visade dig sig att hjärnan bakom kidnappningen var Tony Raymond (ej att förväxlas med Tony och Raymond) som själv hade som mål att bli borgmästare, och som samtidigt hade planer på att avveckla Chase HQ. Med endast 30 sekunder till godo, lyckades Tony och Raymond hitta borgmästarens dotter instängd i en fabrik som sedan flög i luften. Även detta spel släpptes under 1989, och då i samarbete med Sega.

## Quiz HQ
I det fjärde spelet var handlingen ungefär densamma, att det gällde att köra ikapp brottslingar och ramma dem för att få dem att stanna. Emellertid var själva spelkonceptet annorlunda. Som namnet antyder, var detta ett frågespel, där spelaren skulle svara på frågor. Om man svarade rätt, kom bilen närmare brottslingen, och efter ett visst antal fel, blev det Game Over. Tony och Raymond såg annorlunda ut i detta spel, och hade mera av ett "chibi"-utseende, jämfört med tidigare spel, där de hade sett mera realistiska ut. I sista uppdraget kidnappades Nancy, men befriades av Tony och Raymond. Detta spel släpptes av Taito 1990, och endast i Japan. Det blev inte konverterat till några hemformat.

## Super Chase - Criminal Termination
Detta var det femte spelet som Tony och Raymond förekom i. Konceptet var i princip detsamma som originalet från Chase HQ, men skillnaden här var att man nu såg vägen inifrån förarsätet (i de tidigare bilspelen hade man sett bilen bakifrån). Tony satt bakom ratten, och hade Raymond som passagerare, och även Nancy var tillbaka och förmedlade uppdragen. I detta spel hade grafiken förbättrats avsevärt jämfört med tidigare spel, och hela spelet var animebaserat. Spelet innehöll även en hel del humor, där man bland annat körde rakt igenom en pizzarestaurang, så att pizzorna flög all världens väg och även hamnade på rutan. I detta spel fångade Tony och Raymond in ett gäng ungdomar som hade förstört och rånat en juvelerarbutik i Kalifornien, en terrorist i New Orleans, kidnappare i New York, smugglare i Texas och mördare i Chicago. Spelet utspelade sig 1993, och man fick i detta spel se när brottet begicks. Spelet släpptes 1992 och blev även konverterat till Super Nintendo, men hade i denna version inte samma historia som arkadversionen. I hemmaversionen var samtliga uppdrag ihoplänkade till en kriminell organisation, och i denna version körde Tony ensam, även om Raymond förekom i några scener mellan uppdragen. I denna version kunde även den egna bilen ta stryk, och om den tog för mycket, fick man Game Over, även om det fanns tid över.

## Chase Bombers
Chase Bombers är ett arkad-racingspel, med viss humoristisk karaktär, inte helt olikt Super Mario Kart. En av de valbara bilarna är en polisbil, som Tony Gibson och Nancy kör tillsammans.

## (Chase HQ 2)
Utöver dessa spel finns även Chase HQ 2 - Special Criminal Investigation släppt till Sega Mega Drive och Commodore 64, men har ingenting med originalversionen att göra. Detta var ett separat racingspel med olika uppdrag som inte var relaterade till varandra, som det var i arkadversionen. Detta spel gjordes av Ocean istället för Taito, och Tony och Raymond förekom inte i detta spel. En nyare version av Chase HQ 2 släpptes som arkadspel (endast i Japan)  2006, i vilket Nancy förekom, dock varken Tony eller Raymond.
Till detta släpptes Chase HQ och S.C.I - Special Criminal Investigation tillsammans som ett spel till Sega Saturn (i och med att Sega hade varit med i utvecklingen av dessa spel) och var tänka att vara perfekta arkadkonverteringar. Dessvärre fungerade inte S.C.I särskilt bra i denna version, och gick bitvis i nästan dubbel hastighet, vilket gjorde det nästan omöjligt för spelaren att styra bilen. Spelet släpptes endast i Japan.
Det har spekulerats i att Taito tog inspiration av Miami Vice (som hade skapats bara några år tidigare) när de skapade Tony och Raymond, i och med att Tony och Raymond har ansiktsdrag som är påfallande lika Sonny Crockett och Ricardo "Rico" Tubbs från TV-serien.